# Affaire des Placards

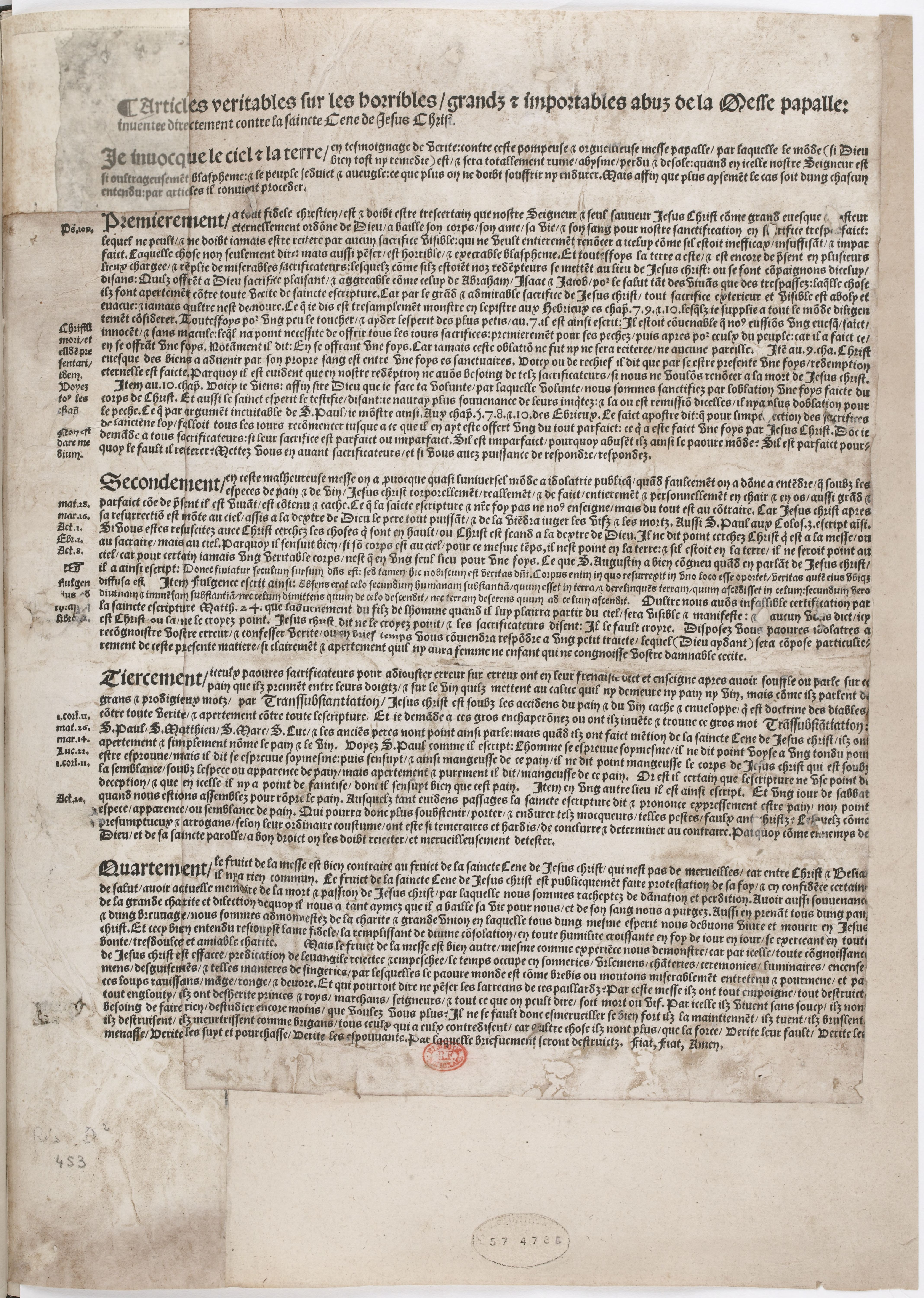
Eines der wenigen erhaltenen Plakatexemplare, Bibliothèque nationale de France, Paris

Die Affaire des Placards (Plakataffäre) von 1534 war ein Vorfall, bei dem antikatholische Plakate in Paris und vier größeren Städten Frankreichs einen Skandal auslösten.
In der Nacht auf Sonntag, den 18. Oktober 1534 wurden in Paris, Blois, Rouen, Tours und Orléans Plakate angeschlagen, die als ein direkter Angriff auf das katholische Konzept der Eucharistie aufgefasst wurden. Auch im Inneren des königlichen Schlosses von Amboise wurde ein Plakat gefunden; dies sah König Franz I. nicht nur als persönliche Beleidigung an, sondern auch als Anschlag auf seine Sicherheit. Damit endete die einigermaßen versöhnliche Religionspolitik des Königs, der, nicht zuletzt unter dem Einfluss seiner Schwester, Margarete von Navarra, versucht hatte, die (damals noch lutherischen) Protestanten in seinem Land vor der Verfolgung durch das reformfeindliche oberste Gericht, das Parlement von Paris, zu schützen.
Die Plakate trugen – frei übersetzt – den Titel Artikel über die schrecklichen, großen und unerträglichen Missbräuche der papistischen Messe, die in direktem Gegensatz stehen zum Heiligen Abendmahl unseres Herrn, des alleinigen Mittlers und Retters Jesus Christus. Die Priester gelten als „elende Opferer, welche, als seien sie unsere Erlöser, sich an die Stelle Christi setzen.“ Durch einen „Wust von Geläute, Geheule, Gesinge, Zeremonien, Kerzenlichterei, Beweihräucherungen, Verkleidungen und anderen Arten von Unfug“ verstelle die Messe die eigentliche Bedeutung des Abendmahls. Als Autoren werden der damalige Anführer der französischen Protestanten, Guillaume Farel, oder aber – wohl wahrscheinlicher – Antoine de Marcourt, ein Pfarrer aus Neuchâtel, vermutet.
Eine Woche nach den Plakatanschlägen wurden in den katholischen Gemeinden von Paris Sühneprozessionen durchgeführt, gleichzeitig wurde eine hohe Belohnung für Hinweise auf die Verantwortlichen ausgesetzt. Die ersten Urteile wurden zwei Wochen später gesprochen, die erste Hinrichtung per Scheiterhaufen erfolgte bereits am 13. November. Der Buchdrucker Antoine Augereau wurde angeklagt, die Plakate gedruckt zu haben; er wurde am 24. Dezember gehenkt und auf dem Scheiterhaufen verbrannt.
Die unverhüllte Polemik des Plakatautors war (auch) eine Enttäuschung für reformwillige Katholiken in Frankreich; sie polarisierte und verhärtete die konfessionellen Fronten. So bestätigte der König unverzüglich seinen unverbrüchlichen Glauben an die katholische Kirche; die allgemeine Entrüstung bewog verschiedene prominente Protestanten zur Flucht, darunter Johannes Calvin und Clément Marot.